# Глібовичі
Глі́бовичі — село в Україні, у Львівському районі Львівської області. Населення становить 1300 осіб. Орган місцевого самоврядування - Бібрська міська рада.
Також село називають «Свірзькі Глібовичі», оскільки на період XIX ст. це село підпорядковувалося селу Свірж яке розміщене в прямій близості до села Глібовичі. На відміну від Великих Глібович, розміщених 10-12 км на захід. 

## Історія
Вперше село Глібовичі згадується у розмежуванні, проведеному 24 квітня 1422 року між королівськими дібрами (Стоки та Любешка) з одної сторони та дібрами дідичного пана Гліба з Романова, галицького воєводи, теребовельського і коломийського старости - з іншої сторони (Стрілки, Свірж, Глібовичі і Тучне).
В XVI ст. власниками села були Свірзькі - нащадки Гліба з Романова по лінії його онука Марціна, у XVII — XVIII ст. — Цетнери (1661 — галицький каштелян Александр, 1711 — його тезка, теребовлянський староста). 
В ніч з 15 на 16 березня 1944 року підрозділом Армії Крайової зі Львова була вчинена різанина, загинуло 60 мирних жителів, у тому числі 6 поляків, спалено 12 господарств. Серед загиблих — греко-католицький священик, 4 семінаристи, вчитель і сільський голова. 

## Відомі люди

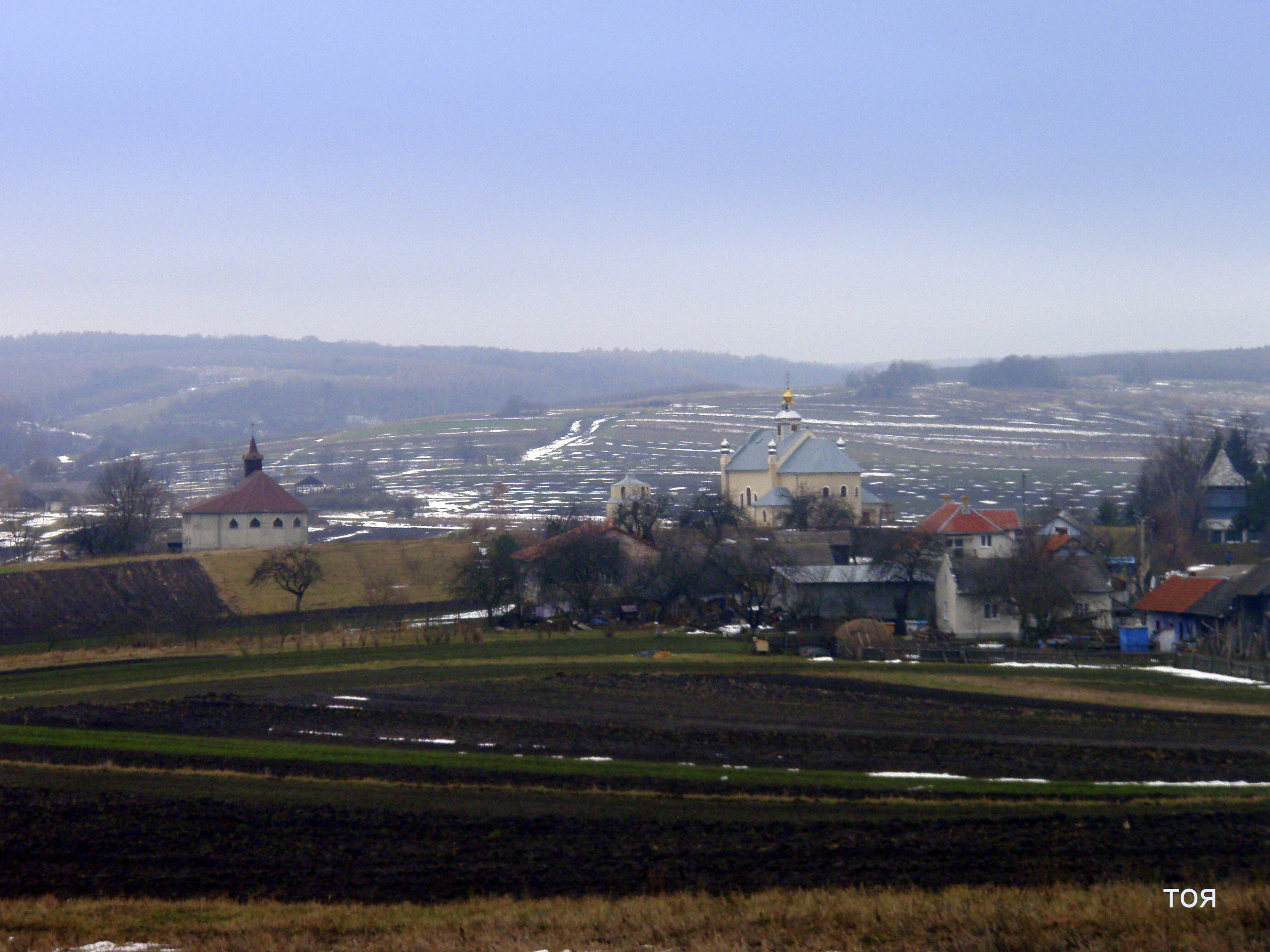
Вид на село Свіржські Глібовичі зі сходу

- Боркуш Євгенія Петрівна — депутат Верховної Ради УРСР 9-го скликання.
- Лемішовський Василь Іванович — український бухгалтер, аудитор.
- Паук Наталія Петрівна (1939—2006) — українська художниця килимів.

## Галерея

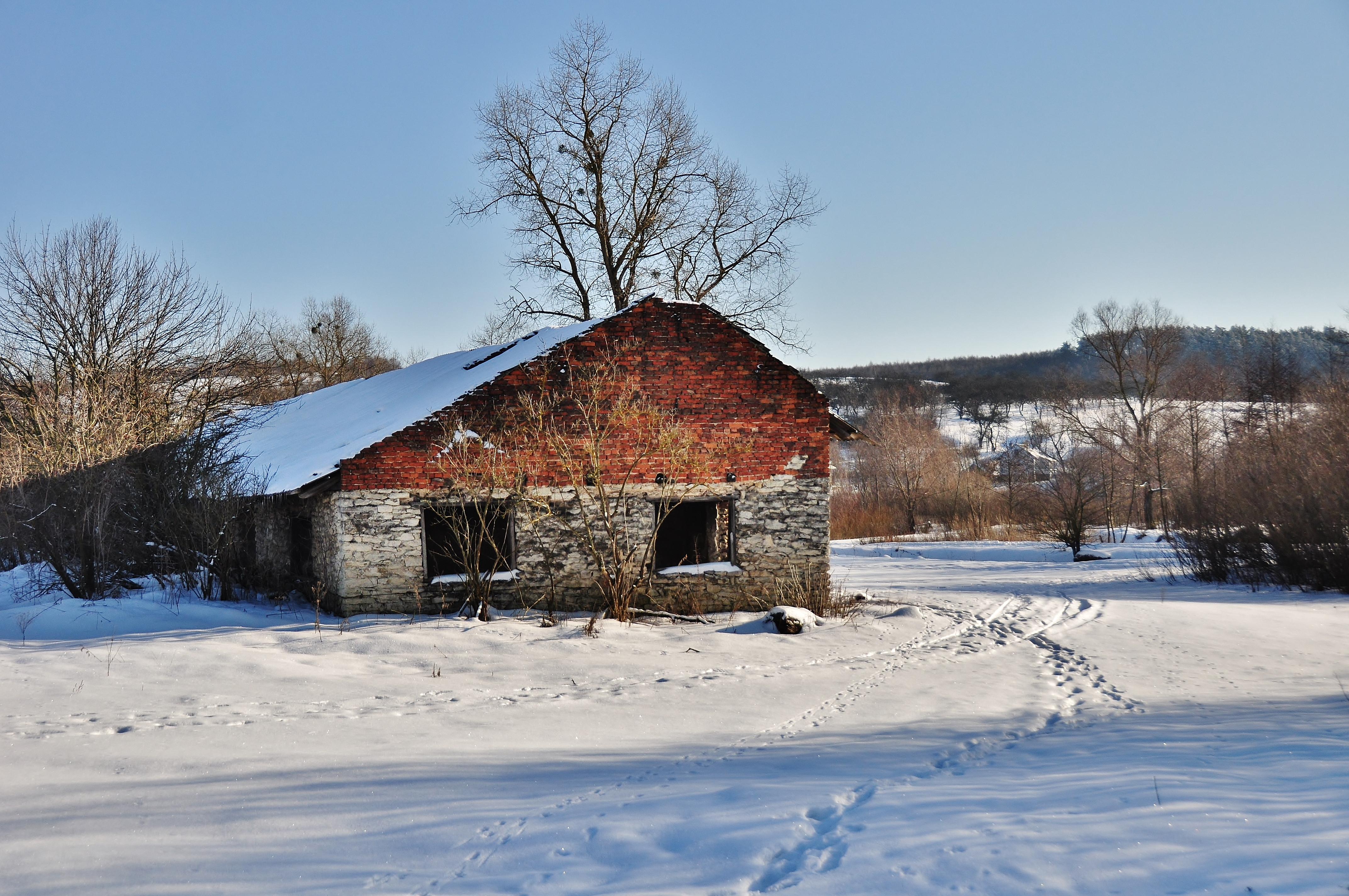
Закинута ферма
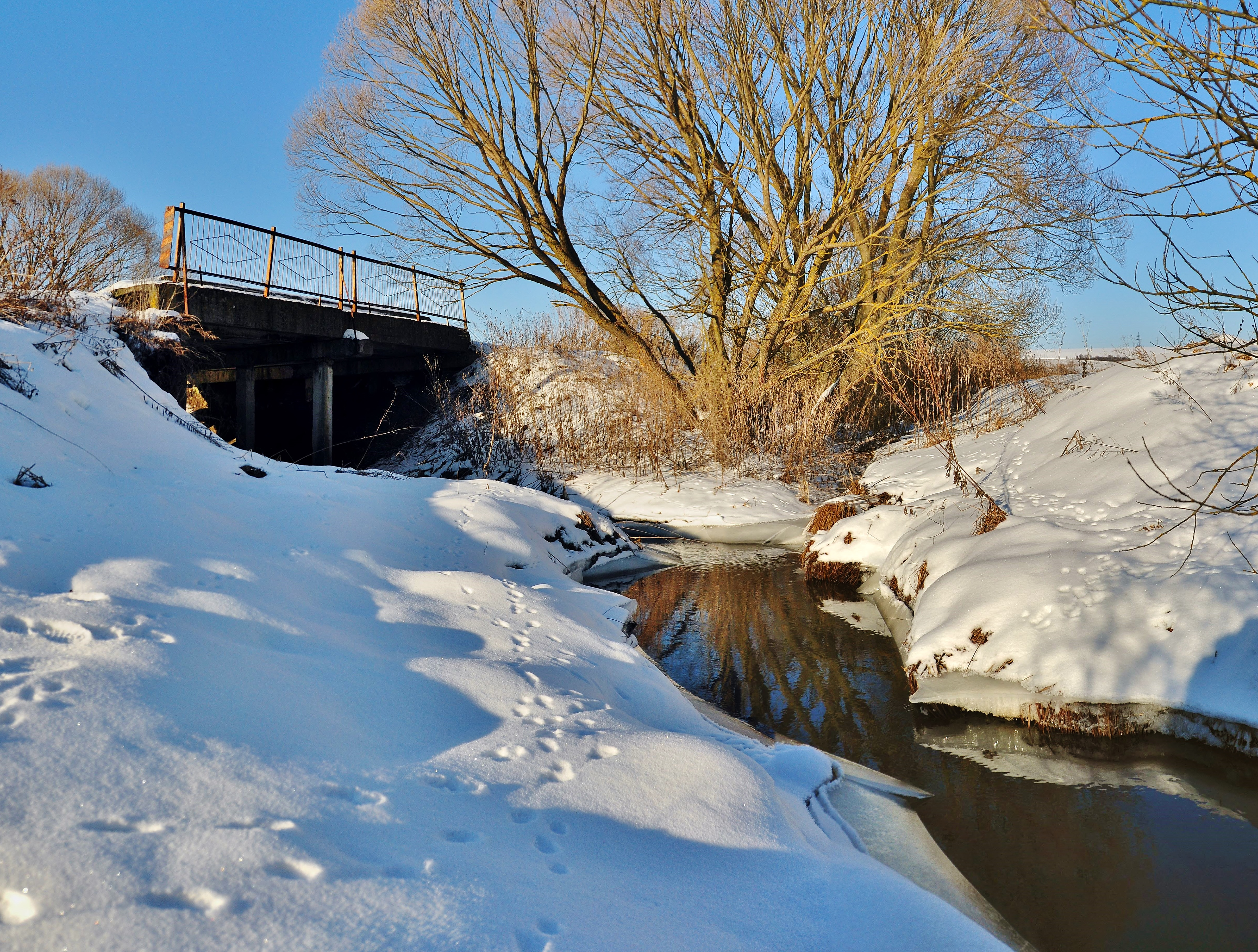
Міст через р. Свірж на північній околиці села
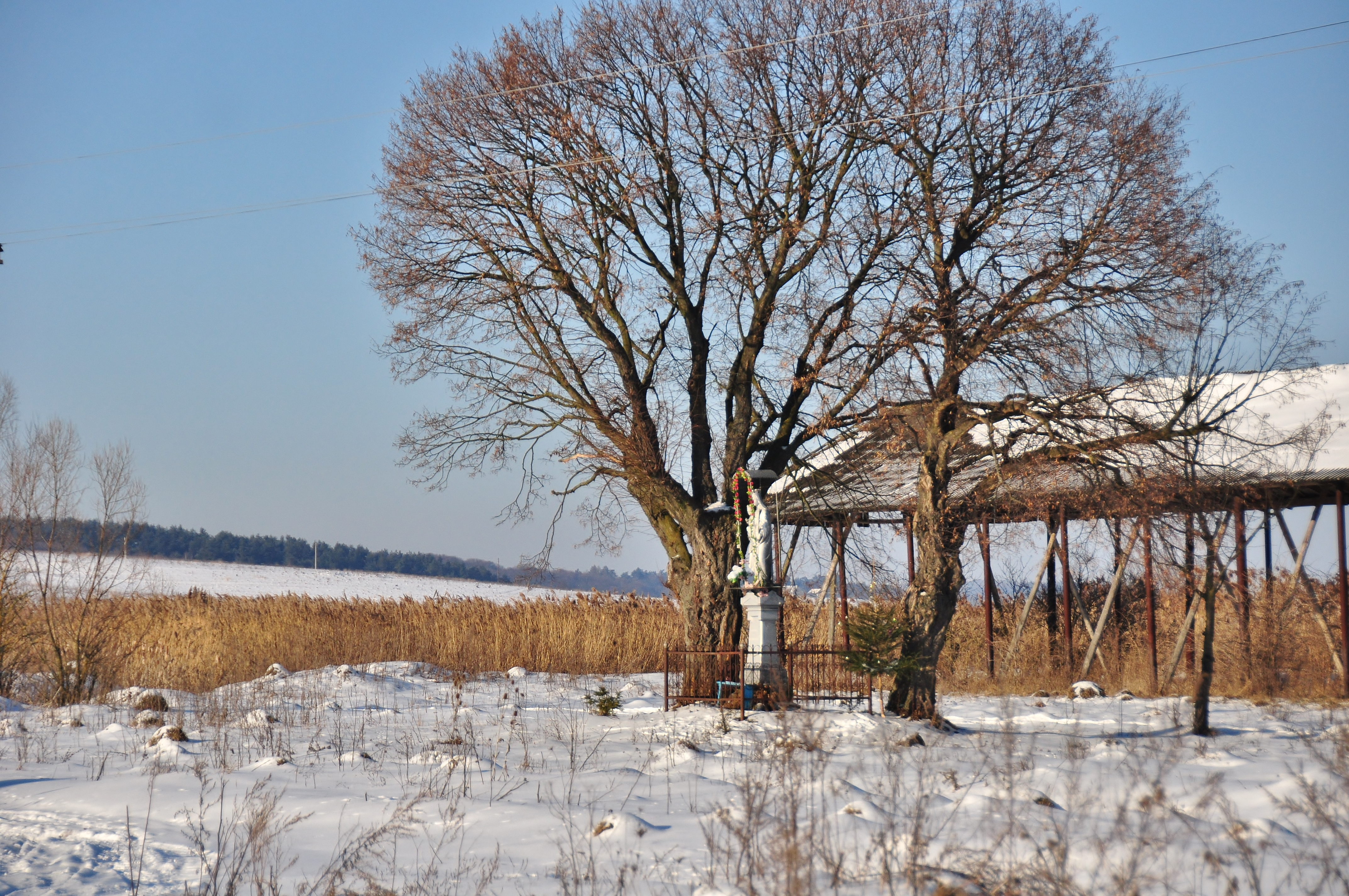
"Фігурка"
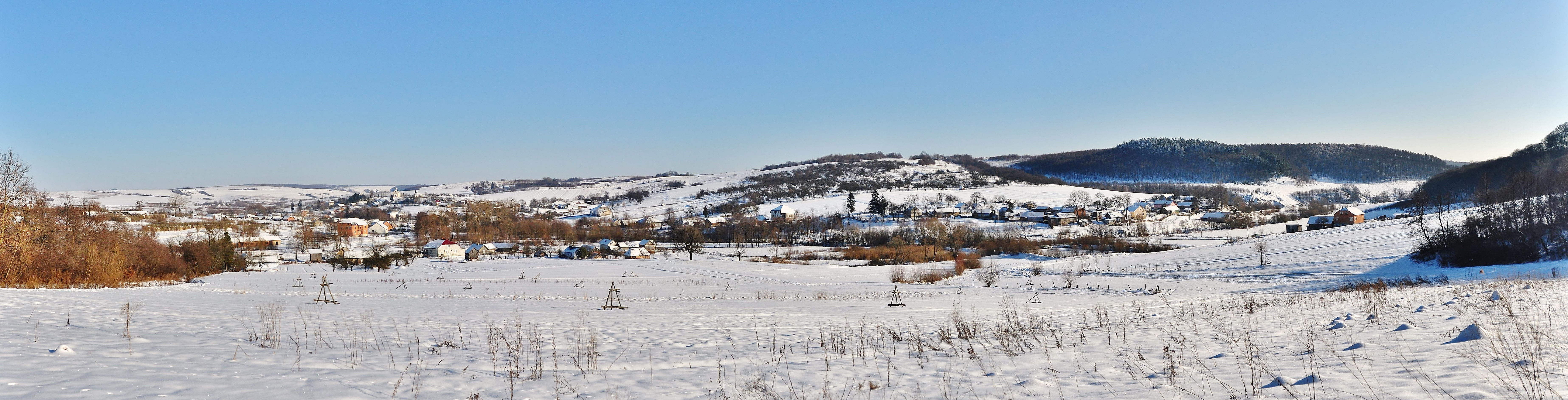
Панорама села
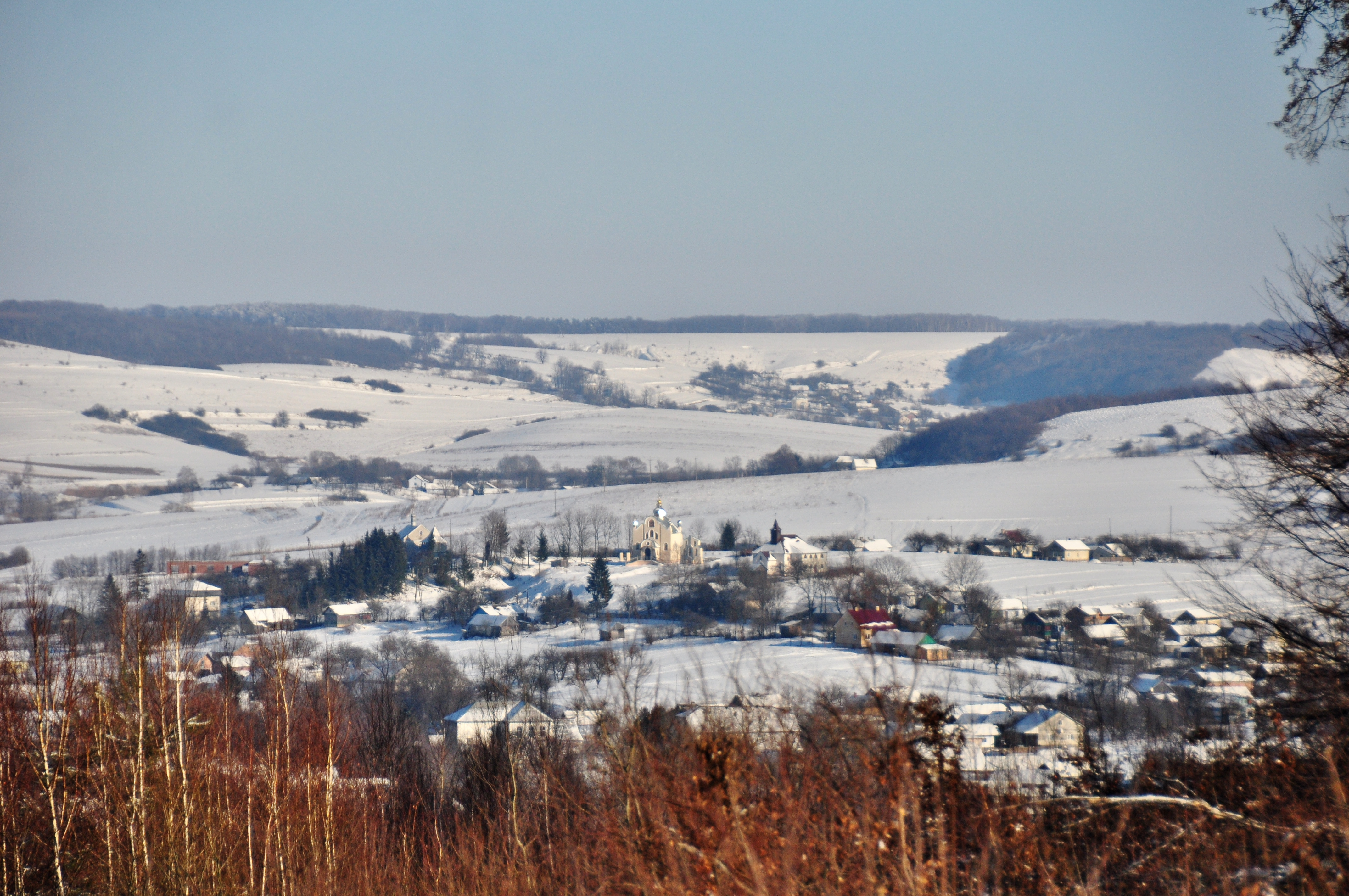
Панорама села
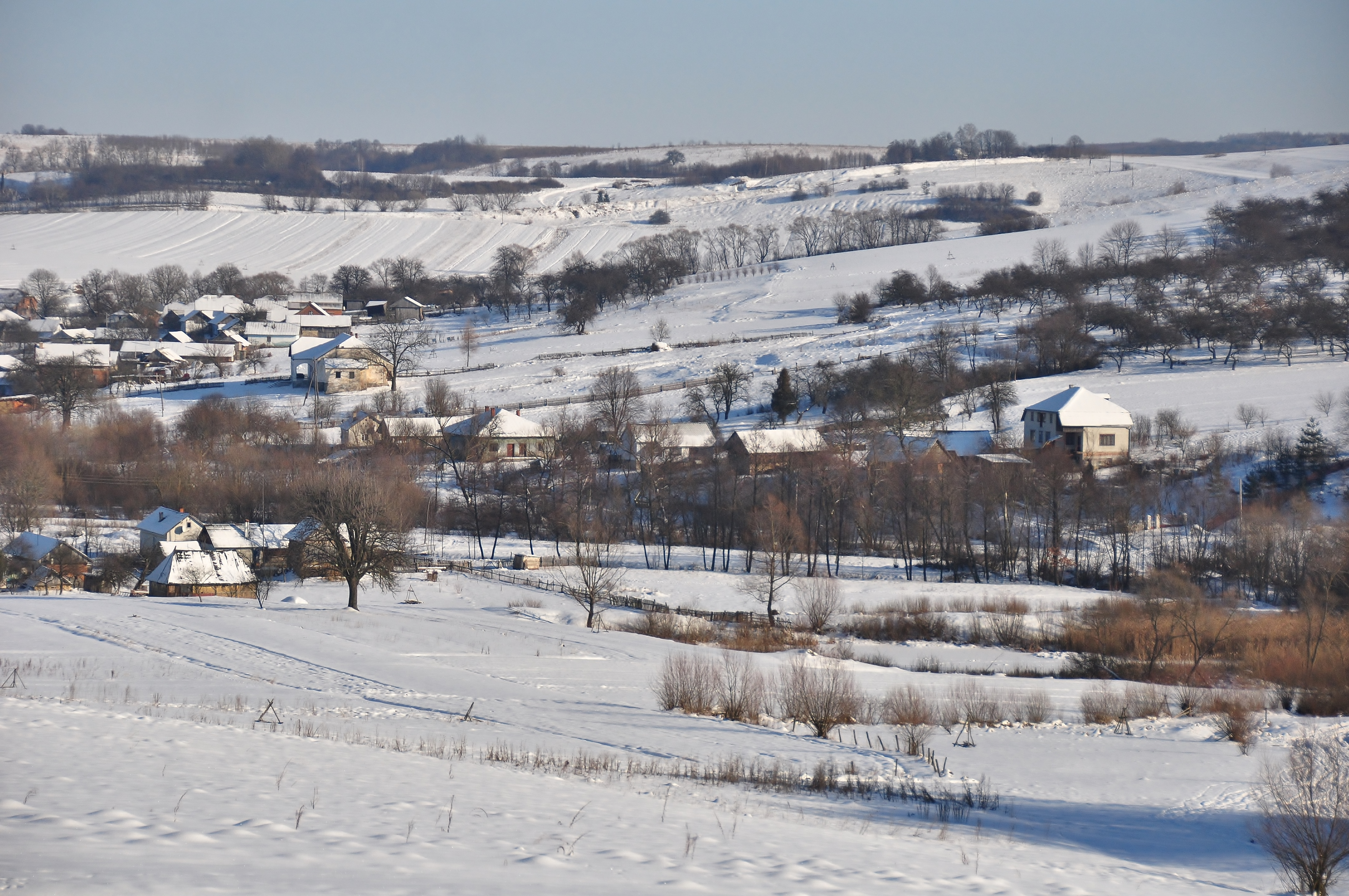
Панорама села
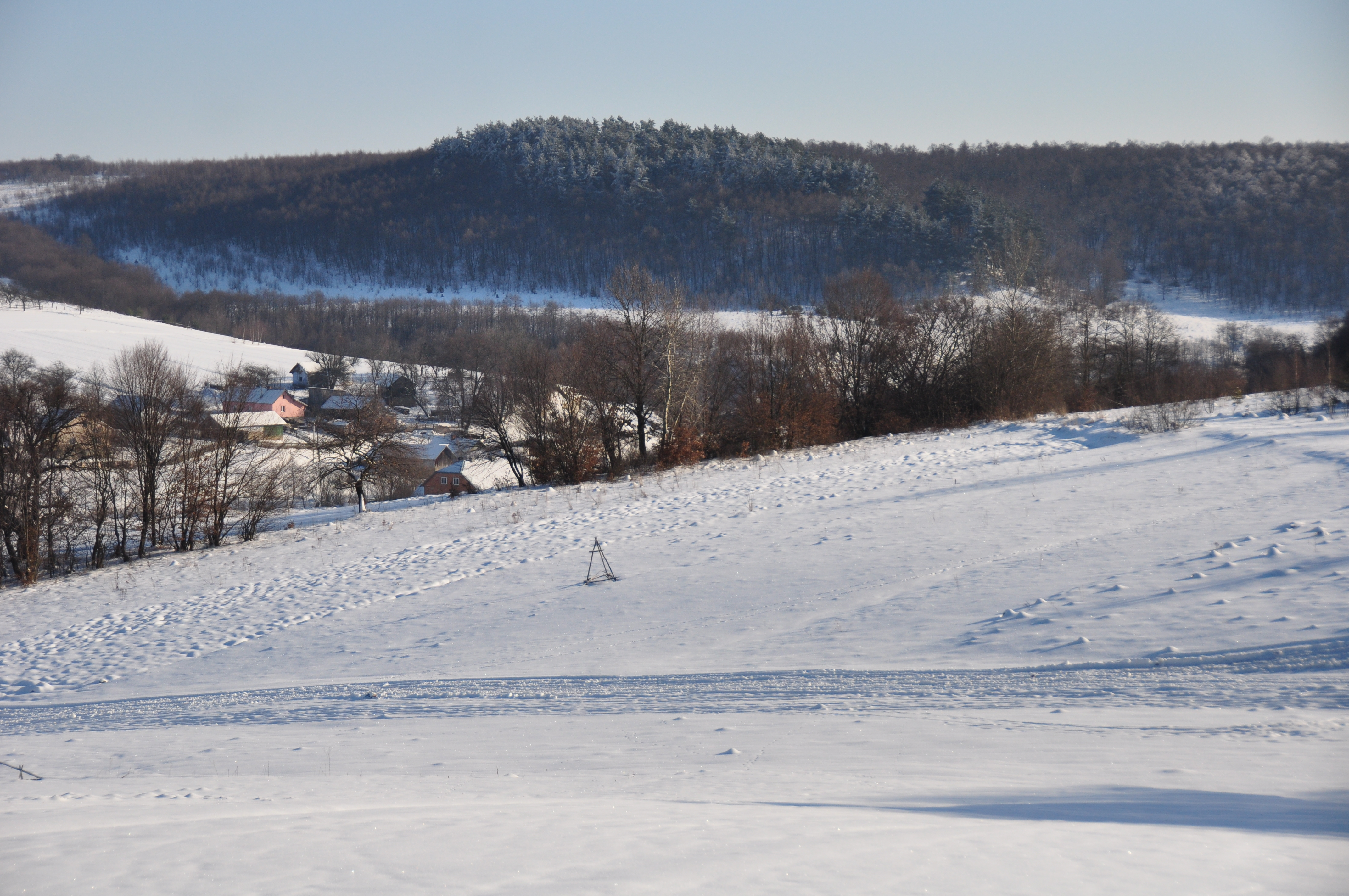
Панорама південної частини села
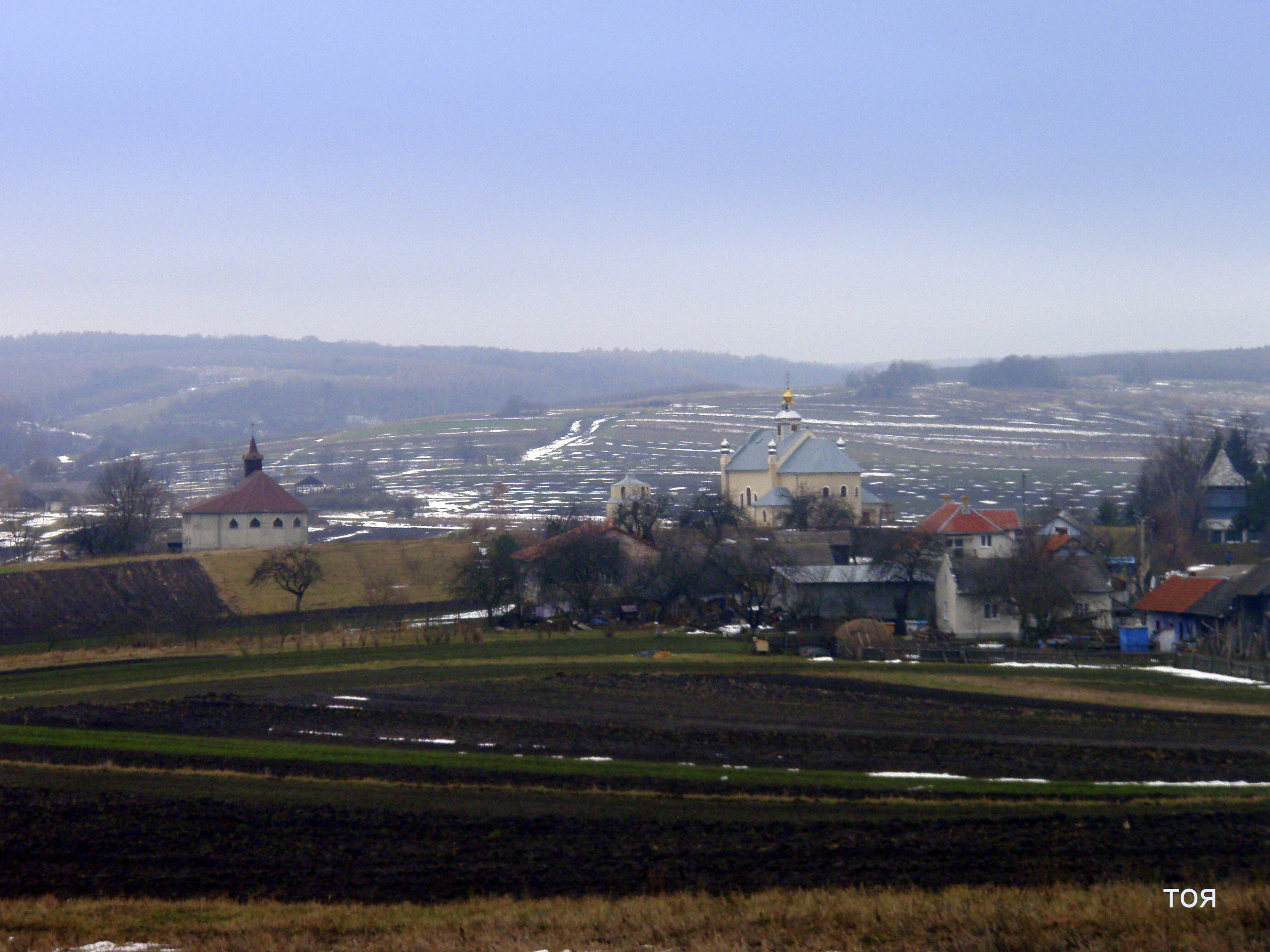
Вид зі сходу